# Olimpiada Argentina de Física

## Características generales
La Olimpíada Argentina de Física (OAF) promueve la participación de docentes y estudiantes en una actividad científica extraescolar que se realiza fuera del ámbito formal de las clases pero integra a los gabinetes de Física de cada institución.
Una característica de la misma es que se lleva a cabo siguiendo un esquema descentralizado por medio de los Centros Regionales. 
Posteriormente los estudiantes seleccionados de cada Instancia regional, tienen la posibilidad de acceder a una Instancia nacional.
De esta Instancia nacional se conforman los Equipos Olimpocos Argentinos para competir en la Olimpiada Iberoamericana de Física y la Olimpiada Internacional de Física.
Sin importar que posee una realización similar a una competencia, la finalidad única de esta Olimpiada es el fomento del estudio de la Física en la Argentina.

## Historia

### Idea
En julio de 1991 el Dr. Rafael Ferreyra, funcionario de la Unesco en París, concurrió a la IV Conferencia Interamericana de Educación en la Física que se realizaba en Caracas, Venezuela. Asimismo había participado de la Olimpiada Internacional de Física en La Habana, Cuba en el año 1991; y estaba integrando la organización de la Primera Olimpiada Iberoamericana de Física en Bogotá, Colombia.
En la misma conferencia de Caracas se encontraba disertando el Dr. Alberto P. Maiztegui. Y en una conversación con el Dr. Ferreyra surgió la idea de que Argentina participara en la Olimpiada de Bogotá y que se comenzara a pensar en participar en un futuro de la Olimpiada Internacional. Pero para participar era necesaria la realización de una instancia nacional, es decir, una Olimpiada Argentina de Física.

### Inicios
Cuando el Dr. Maiztegui regresó a Córdoba presentó, ante el Consejo Directivo de la Facultad de Matemática, Astronomía y Física (FAMAF) de la Universidad Nacional de Córdoba (UNC), la idea de asumir la organización de la Olimpiada Argentina de Física.
El Consejo aprobó la propuesta incluyendo la designación de un Comité Organizador Ejecutivo (COE) integrado de la siguiente manera:
- Dr. Alberto P. Maiztegui.
- Dr. Victor H. Hamity.
- Dr. Reinaldo Gleiser

La primera Olimpiada Argentina de Física se llevó a cabo en octubre de 1991. En la misma participaron 63 estudiantes de 12 provincias Argentinas, de los cuales se seleccionaron cuatro para competir en la Olimpiada Iberoamericana de Bogotá, donde se obtuvieron una Medalla de Oro, una de Bronce y dos Menciones de Honor.

### Progresos
En los inicios la Olimpiada era solventada en su totalidad con fondos propios. Pero desde 1994 el Ministerio de Educación de la Nación comenzó a realizar aportes económicos para posibilitar la continuidad de la Olimpiada, como así también la participación de las instancias internacionales.

## Organización

### Comité Organizador Ejecutivo (COE)
Tiene sede en la FaMAF, es designado por el Concejo Directivo de dicha facultad. Tiene como función la organización general de las actividades académicas y administrativas.
Lo Integran el Dr. Víctor Hamity y el Dr. Gustavo Monti.

### Consejo Académico
Es nombrado por la FAMAF y tienen a su cargo:
- Fiscalizar el correcto desarrollo de la OAF.
- Preparar y entrenar a los Equipos Olímpicos Argentinos.
- Proporcionar los docentes asistentes para participar en los eventos internacionales.
- Preparación, Corrección y Evaluación de los problemas de la Instancia Nacional de la OAF.
- Elaborar un banco de problemas para ejercitación.
- Dictar Talleres-Seminarios para los docentes de Enseñanza Media.

Lo integran: Dr. Guillermo Aguirre Varela, Dr. Edgardo Ávila, Dr. Carlos Condat, Lic. Omar Evequoz, Dr. Alberto Gattoni, Dr. Pedro Lamberti, Dr. Rodolfo Pereyra, Dra. Silvina Pérez, Dr. Domingo Prato, Dr. Clemar Schürrer, Dr. Guillermo Stutz y Dr. Alberto Wolfenson.

### Centros Regionales
El COE designa las personas que tendrán a cargo los Centros Regionales. Los mismos están distribuidos en todo el territorio argentino. Tienen como función brindar apoyo académico a los docentes de Enseñanza Media de su zona que deseen participar en la OAF. También tienen a su cargo la organización y ejecución de las Instancias Regionales.